# Kim Hak-kyun
Kim Hak-kyun (kor. 김학균; * 15. November 1971) ist ein ehemaliger Badmintonspieler aus Südkorea.

## Karriere
Kim Hak-kyun nahm an zwei Olympischen Sommerspielen teil. Bei den Olympischen Sommerspielen 1992 in Barcelona wurde er im Herreneinzel Fünfter. Vier Jahre später, bei den Olympischen Sommerspielen 1996 in Atlanta, reichte es nur noch zu Platz 17. Zwischen den beiden Olympiaden erkämpfte sich Kim Bronze im Herreneinzel bei den Asienspielen 1994 hinter den Indonesiern Heryanto Arbi und Joko Suprianto. Bei den Thailand Open 1995 und den Swedish Open 1995 belegte er jeweils den zweiten Platz. 1996 triumphierte er bei den Korea Open. Sein erster großer Erfolg datiert jedoch aus dem Jahr 1989, wo er das Mixed der China Open gemeinsam mit Hwang Hye-young gewann.
Mit dem südkoreanischen Team erkämpfte sich Kim den Sudirman Cup 1993.